# 陳樹熙
陳樹熙，台灣作曲家、指揮家。
國立臺灣大學外國語文學系學士，國立維也納音樂學院指揮文憑和作曲文憑畢業，在指揮、作曲、著作、翻譯、教學、藝術行政、廣播電視節目主持製作各領域，皆有相當的知名度與活動力。曾經先後擔任過國家音樂廳交響樂團（現在的國家交響樂團）助理指揮，台灣省立交響樂團（現在的國立台灣交響樂團）副指揮、副團長，高雄市交響樂團團長，台北市立交響樂團副團長，曾任國立臺南藝術大學應用音樂系專任副教授兼系主任。2016年3月1日起任職於台北市立交響樂團團長，2017年3月1日歸建國立臺南藝術大學應用音樂系。
曾經跟隨游昌發、Francis Burt 教授學習作曲，隨蕭滋及Karl Östereicher 教授學習指揮；歷年來曾經先後獲得過「齊爾品作曲比賽」首獎（1985），臺灣省交響樂團第二屆徵曲比賽第二獎（1993），以及多次文建會的年度甄選獎，作品經常在國內外演出。在指揮方面，也曾經擔任東吳大學管絃樂團、高雄市青少年交響樂團、屏東縣青少年管絃樂團的指揮，並且曾經客席指揮過山東交響樂團、日本仙台愛樂交響樂團、深圳交響樂團、上海歌劇院交響樂團、河北省交響樂團、俄國Voronehz 愛樂管絃樂團等樂團。
譜曲作品有《六堆即景》、《八音協奏曲》、《布農傳奇》、《雲豹之歌》、《桐花組曲》、《山歌》、古琴協奏曲《琅琊行》等。近期作品2016年1月12日發表《眾神出巡》，由台北市立國樂團演出，並錄音由SONY發行，作品《龍鳳呈祥》在2016年底由國家交響樂團錄音發行。
著有《音樂欣賞》等書。

## 生平
1972年，陳樹熙十五歲高一時開始隨林運玲學習鋼琴。十六歲時曾試圖隨游昌發學習作曲，然因準備大學聯考而未果。高三準備聯考期間的陳樹熙並未中斷與音樂的接觸，他利用夜間在家中準備考試時聆聽了大量的古典音樂。 1975年陳樹熙考上臺大外文系，再度與游昌發取得聯絡並開始學習作曲。在臺大期間除持續參加各類音樂活動外，亦指揮過管樂隊，大三時參加亞洲作曲家聯盟作曲比賽，獲得鋼琴組第二名。1979年陳樹熙從臺大畢業，進入示範樂隊服役。適逢新象在1980年於臺北舉辦規模龐大的第一屆「國際藝術節」並且需要示範樂團支援，陳樹熙在這個機緣下開始從事樂團的行政事務，包括譜務、場務等工作；同時間，陳樹熙亦在「國際藝術節」期間協助製作節目單與撰寫樂曲解說，啟發了自己書寫音樂的才華，亦因示範樂隊當時必須替軍中的莒光日節目錄製音樂，陳亦得以發揮自己的作曲長才，替樂隊編寫大量的音樂，奠定管弦樂寫作的基礎。 1981年退伍的陳樹熙除繼續參與協助「國際藝術節」外，亦在上揚唱片公司擔任編輯工作，整理唱片目錄。透過這份工作，他收集了相當多的黑膠唱片並拓寬自己的音樂視野。1981到1982年間，他拜蕭茲為師學習指揮，準備前往維也納留學。
1982年，陳樹熙同時考取奧地利維也納國立音樂院的作曲與指揮兩個主修。作曲師承Francis Burt ，指揮師承Karl Österreicher。由於作曲主修本該修習八年，陳樹熙從第五學年開始就讀時必須在第一年修畢高達上百個學分，卻因而得以深化對奧國音樂理論的基礎。第二年之後到畢業（1983年到1985年）的學業均獲得奧地利「阿班•貝爾格基金會」（Alban Berg Stiftung）的獎助。在Burt教授的指導下，陳樹熙學會德國傳統「發展」式的作曲技巧與理念。求學期間曾經參加1984年的文建會作曲比賽，在獨奏、室內樂與管弦樂組均獲得獎項，1985年又以鋼琴曲《清平樂》獲得「齊爾品作曲比賽」（Alexander Tcherepnin Composition Competition）的首獎。這段時期，陳樹熙也接觸越來越多的中國傳統音樂和樂器，開始思考身為一位華人作曲家的自我美學和文化發展方向。 陳樹熙於1985年獲得作曲與指揮雙學位後回到臺灣。適逢教育部於1986年成立聯合實驗管弦樂團（今國家交響樂團NSO），便入團擔任行政並於隔年起擔任樂團助理指揮，替該樂團的組織運作立下相當的基礎。1996年起（至1999年）擔任臺灣省立交響樂團（今國立臺灣交響樂團）副指揮，開始有機會親身見識臺灣各地的風土民情與音樂文化。1998年受辜公亮文教基金會委託指揮新編交響化國劇《曹操與楊修》，引起廣大迴響，對陳樹熙的創作生涯而言，亦是第一個以音樂結合中西文化的重要經驗。2000年起（至2008年）擔任高雄市立交響樂團團長，負責樂團營運管理與指揮工作，在任期間以客家、原住民、歌仔戲音樂元素，創作多首結合西方管弦樂團之作品。從這些委託創作中，陳樹熙見到結合華人文化與西方音樂的可能性，並且繼續朝此方向發展。

## 書籍
- 1983年《賦格》(譯作)
- 1994年《西洋音樂百科全書》(譯作)
- 1995年《音樂欣賞》

## 音樂作品

### 大型樂團
- 1984 《快板》
- 1986 《無題之二》
- 1988 《清平樂》（改寫自同名鋼琴曲）
- 1991 《古風 (慨世)》為男聲朗誦者、古琴、洞簫及管絃樂團
- 1993 《閒夢遠》 1.〈夢回紫禁城 - 懷古兼悼六四〉 2.〈煙雨江南 - 輕風細雨催客愁〉 3.  〈日落大黃河 - 調寄「河殤」〉

- 1995 《高山之歌》
- 1996 《桃花流水》 1.〈辛夷塢〉 2.〈桃花流水〉
- 2000 《只是近黃昏》
- 2001 《千里落花風》（改寫自《無題之二，作品6》）
- 2002 《解釋春風無限恨》
- 2004 《山歌》
- 2007 《高雄風情畫》為鋼琴獨奏與管絃樂團 1.〈打狗之歌〉 2.〈阿伯勒花之舞〉 3.〈愛河燈會〉

- 2007 《六堆即景》 1.〈前堆－麟洛：「賣茶調」的聯想〉 2.〈後堆－內埔：海軍陸戰隊的龍泉〉 3. 〈右堆－美濃：黃蝶谷的蝴蝶〉 4. 〈先鋒堆－萬巒：三隻小豬的豬腳聯想〉 5.〈中堆－竹田：米倉與農田〉 6.〈左堆－佳冬：狂飆山歌〉

- 2007 《阿里山的登山小火車》
- 2007 《布農傳奇》
- 2007 《雲豹之歌》 1.〈快樂歌〉 2.〈情歌〉 3.〈鬼湖戀 〉 4.〈結婚歌〉
- 2007 《歌會》
- 2007 《八音協奏曲》
- 2009 《來自臺灣的高山與原野》
- 2009 古琴協奏曲《琅琊行》
- 2009 《俠骨柔情》
- 2010 《眾神出巡》
- 2010 《桐花組曲》 1.〈灑落的繽紛〉 2.〈桐花婚禮〉 3.〈桐花盛開的古道〉 4.〈歌會〉
- 2010 《客家狂想曲》

### 室內樂
- 1984 《絃樂四重奏》
- 1987 《無題之三》
- 1988 《調賦秋聲》
- 1988 《悲歌》
- 1988 《四瑞紋》為打擊樂團
- 1989 《鋼琴三重奏：山地即景》
- 1991 《無題之四》為古箏.、洞簫與打擊樂
- 1996  兩首《民謠風幻想曲》為小提琴與鋼琴（第一首《客家幻想曲》改寫成《兩首幻想曲集，作品36》的第一首，第二首改編為《弦樂四重奏（2002）的第一樂章）

- 2000  弦樂四重奏－《「生日快樂」主題變奏曲－戲作》
- 2000 《四重奏》
- 2001 《弦樂四重奏》
- 2002  兩首《客家幻想曲》（第一首改寫自《兩首民謠風幻想 曲，作品19》，第二首為新作）
- 2003  兩首《客家幻想曲》為小提琴獨奏、鋼琴與弦樂團
- 2004 《亂彈隨筆》為長笛與鋼琴
- 2005 《平沙落鴈》釋繹縯
- 2009 《風雷引》為鋼琴與擊樂團
- 2010  室內樂《小玩意》

### 獨奏曲
- 1984 《鋼琴組曲》為鋼琴獨奏
- 1984 《清平樂》為鋼琴獨奏
- 1986 《無題之一》為雙簧管獨奏
- 2000 《織錦》為鋼琴獨奏
- 2000 《鋼琴音樂劇場－酒鬼》為鋼琴獨奏
- 2002 《鋼琴曲集》為鋼琴獨奏 1.〈織錦I〉 2.〈織錦II〉 3.〈空谷迴音〉 4.〈煙花三月下揚州〉 5.〈酒鬼〉

- 2004 《客家風情》為鋼琴獨奏 1.〈曲調〉（快板） 2.〈曲調〉（十二月古人） 3.〈曲調〉 4.〈採茶調〉 5.〈變奏曲：賣茶歌） 6.〈老山歌〉 7.〈山歌〉

- 2007 《遣懷》為鋼琴獨奏

### 人聲
- 1990 四首《姜夔歌曲》（依姜夔原詞曲改作）
- 1997 歌曲《虞美人》
- 1998 《歌曲三首》 1. 〈歌〉（愛略特） 2. 〈戀〉（鄭愁予） 3. 〈海邊小樹〉（朱沈冬）
- 2001 合唱曲《La Lai》
- 2002 《姜夔歌曲三首》 1.〈揚州慢〉 2.〈玉梅令〉 3.〈淡黃柳〉
- 2002 《歌曲六首》（1997-2002） 1.〈獨坐敬亭山〉 2.〈客至〉 3.〈漁歌調〉 4.〈鳳求凰〉 5.〈浪淘沙〉 6.〈虞美人〉

- 2012 合唱曲《來自臺灣的高山》 1.〈搖籃曲〉 2.〈豐年祭〉 3.〈馬蘭姑娘〉 4.〈I-Naaw     A-Maaw〉

### 戲劇、舞樂、配樂
- 2002 兒童歌劇《父子進城記》
- 2002 兒童歌劇《布東來了》
- 2002 芭蕾舞劇《祭禮》（改寫自《悲歌，作品10》及「桃花流水」，作品17）
- 2004 兒童歌劇《父子騎驢》（改寫自36. 兒童歌劇《父子進城記》）
- 2004 《仲夏夜之夢》配樂
- 2005 芭蕾舞劇《傾城之戀》

## 外部連結
- 臺灣音樂群像 陳樹熙 （页面存档备份，存于）